# Donaverov karavan
Donaverov karavan je 80. epizoda strip serijala Ken Parker. Objavljena je u br. 19-22. Ken Parkera izdavačke kuće System Comics u periodu 2005-2006. godine. Sve četiri sveske koštale su po 120 dinara (1,75 $; 1,45 €). Epizodu je nacrtao Hose Ortis, a scenario su napisali Đankarlo Berardi i Mauricio Mantero. Epizoda je imala ukupno 270 strane.

## Originalna epizoda
Originalna epizoda objavljena je premijerno u Italiji u četiri dela u Ken Parker Magazinu br. 33-36, koji su izašli u oktobru-decembru 1995. i januaru 1996. god. Svaki deo nosio je poseban naziv. Cena svakog Magazina iznosila je 7.000 lira (4,44 $; 6,08 DEM).

## Hose Ortis kao crtač K. Parkera
Ovo je prva i jedina epizoda Ken Parkera koju je nacrtao Hose Ortis, koji je pre rada na njoj već bio poznat svetskoj i jugoslovenskoj javnosti po stripu Hombre i Tarzan, dok su licencu za crtanje držali Španci. Ortis je kasnije nastavio da radi za Bonelija, ali na serijalu Teks Viler.